# Eremiaphila luxor
Eremiaphila luxor är en bönsyrseart som beskrevs av Lefebvre 1835. Eremiaphila luxor ingår i släktet Eremiaphila och familjen Eremiaphilidae. Inga underarter finns listade i Catalogue of Life.